# Zoltan Sabo
Zoltan Sabo (født 26. maj 1972, død 15. december 2020) var en serbisk fodboldspiller.